# Work in Progress Tour
Work in Progress Tour è stato un tour dei cantautori italiani Francesco De Gregori e Lucio Dalla, andato in scena dal 22 gennaio 2010 al 20 maggio 2011.

## Band
- Guido Guglielminetti (basso e contrabbasso)
- Bruno Mariani (chitarre)
- Alessandro Valle (chitarre, pedal steel guitar, mandolino)
- Alessandro Arianti (hammond e pianoforte)
- Fabio Coppini (tastiere)
- Maurizio Dei Lazzaretti (batteria)
- Gionata Colaprista (percussioni)
- Emanuela Cortesi (cori)
- Marco Alemanno (cori)
- Nu-Ork quintet (archi)

## Date
- 22 gennaio 2010, Nonantola - Vox Club
- 22 marzo 2010, Verona - Teatro Camploy (in diretta su Rai Due)
- 23 aprile 2010, Cesena - Vidia Rock Club
- 02 maggio 2010, Senigallia - Teatro La Fenice
- 05 maggio 2010, Milano - Teatro degli Arcimboldi
- 06 maggio 2010, Milano - Teatro degli Arcimboldi
- 07 maggio 2010, Milano - Teatro degli Arcimboldi
- 08 maggio 2010, Milano - Teatro degli Arcimboldi
- 09 maggio 2010, Milano - Teatro degli Arcimboldi
- 13 maggio 2010, Milano - Teatro degli Arcimboldi
- 14 maggio 2010, Milano - Teatro degli Arcimboldi
- 19 maggio 2010, Roma - Gran Teatro
- 20 maggio 2010, Roma - Gran Teatro
- 21 maggio 2010, Roma - Gran Teatro
- 22 maggio 2010, Roma - Gran Teatro
- 23 maggio 2010, Roma - Gran Teatro
- 30 giugno 2010, Firenze - Piazza Santa Croce
- 04 luglio 2010, Verona - Arena
- 05 luglio 2010, Venaria - Arena della Reggia
- 08 luglio 2010, Parma - Parco Ducale
- 19 luglio 2010, Matera - Cava del Sole
- 21 luglio 2010, Spello - Villa Fidelia
- 23 luglio 2010, Lörrach  Germania - Stimmen Festival
- 24 luglio 2010, Zurigo  Svizzera - Sunset Festival
- 27 luglio 2010, Ascoli Piceno - Piazza del Popolo
- 29 luglio 2010, Napoli - Arena Flegrea
- 31 luglio 2010, Palermo - Velodromo Borsellino
- 1º agosto 2010, Ragusa - Stadio Selvaggio
- 03 agosto 2010, Catanzaro - Arena Magna Grecia
- 05 agosto 2010, Massa Carrara - Festival Lunatica
- 09 agosto 2010, Campione d'Italia - Piazza Lungo Lago
- 11 agosto 2010, Ostuni - Foro Boario
- 12 agosto 2010, Barletta - Fossato del Castello
- 14 agosto 2010, Cesenatico - Stadio Moretti
- 17 agosto 2010, Lioni - Piazza Vittoria
- 18 agosto 2010, Villapiana - Anfiteatro
- 20 agosto 2010, Cagliari - Anfiteatro
- 21 agosto 2010, Alghero - Anfiteatro Maria Pia
- 24 agosto 2010, Agrigento - Valle dei Templi
- 25 agosto 2010, Taormina - Teatro Antico
- 27 agosto 2010, Siena - Piazza del Campo
- 28 agosto 2010, Torino - Piazza Castello
- 29 agosto 2010, Macerata - Arena Sferisferio
- 04 settembre 2010, Udine - Piazza 1º maggio
- 10 settembre 2010, Cremona - Festival di Mezza Estate
- 11 settembre 2010, Genova - Porto Antico
- 12 settembre 2010, Capannori - Villa Reale
- 14 settembre 2010, Bologna - Arena Parco Nord
- 15 settembre 2010, Brescia - Piazza della Loggia
- 18 settembre 2010, Rieti - Palasport
- 02 ottobre 2010, Padova - PalaFabris
- 27 novembre 2010, Cascina - Città del Teatro
- 30 novembre 2010, Milano - Teatro degli Arcimboldi
- 1º dicembre 2010, Milano - Teatro degli Arcimboldi
- 03 dicembre 2010, Roma - Gran Teatro
- 05 dicembre 2010, Pescara - Teatro Massimo
- 08 dicembre 2010, Reggio Calabria - Teatro Cilea
- 09 dicembre 2010, Catanzaro - Teatro Politeama
- 12 dicembre 2010, Palermo - Teatro Golden
- 13 dicembre 2010, Catania - Teatro Metropolitan
- 15 dicembre 2010, Eboli - Palasele
- 16 dicembre 2010, Civitanova Marche - Teatro Rossini
- 17 dicembre 2010, Civitanova Marche - Teatro Rossini
- 18 dicembre 2010, Cesena - Nuovo Teatro Carisport
- 02 febbraio 2011, Firenze - Teatro Verdi
- 03 febbraio 2011, Firenze - Teatro Verdi
- 05 febbraio 2011, Mantova - Gran Teatro Palabam
- 10 febbraio 2011, Udine - Teatro Giovanni da Udine
- 14 febbraio 2011, Torino - Teatro Regio
- 15 febbraio 2011, Varese - Teatro di Varese
- 16 febbraio 2011, Reggio Emilia - Teatro Romolo Valli
- 18 febbraio 2011, Pavia - Palaravizza
- 21 febbraio 2011, Trieste - Teatro Rossetti
- 23 febbraio 2011, Bergamo - Teatro Creberg
- 24 febbraio 2011, Livorno - Teatro Goldoni
- 1º marzo 2011, Napoli - Teatro Augusteo
- 02 marzo 2011, Napoli - Teatro Augusteo
- 05 marzo 2011, Milano - Teatro degli Arcimboldi
- 06 marzo 2011, Milano - Teatro degli Arcimboldi
- 09 marzo 2011, Avellino - Teatro Gesualdo
- 10 marzo 2011, Roma - Auditorium Conciliazione
- 11 marzo 2011, Roma - Auditorium Conciliazione
- 13 marzo 2011, Zurigo  Svizzera - Kongress Haus
- 14 marzo 2011, Zurigo  Svizzera - Kongress Haus
- 16 marzo 2011, Ginevra  Svizzera - Theatre Du lLeman
- 19 marzo 2011, Basilea  Svizzera - Musical Theatre
- 21 marzo 2011, Berna  Svizzera - Kuursal Arena
- 22 marzo 2011, Lucerna  Svizzera - KKL
- 23 marzo 2011, Lugano  Svizzera - Palazzo dei Congressi
- 26 marzo 2011, Conegliano - Zoppas Arena
- 28 marzo 2011, Cremona - Teatro Ponchielli
- 06 aprile 2011, Ancona - Teatro delle Muse
- 07 aprile 2011, Ancona - Teatro delle Muse
- 08 aprile 2011, Bari - Teatro Petruzzelli
- 10 aprile 2011, Lecce - Politeama Greco
- 13 aprile 2011, Torino - Lingotto
- 14 aprile 2011, Genova - Teatro Carlo Felice
- 16 aprile 2011, Padova - Gran Teatro Geox
- 18 aprile 2011, Montecatini Terme - Teatro Verdi
- 19 aprile 2011, Bologna - Teatro Europa Auditorium
- 20 aprile 2011, Bologna - Teatro Europa Auditorium
- 1º maggio 2011, Roma - Piazza San Giovanni (concerto del Primo Maggio)
- 20 maggio 2011, Saint-Vincent - Sala Gran Paradiso